# Пістолет Рубі
Пістолет типу Рубі — іспанський самозарядний пістолет, також відомий як пістолет типу Ейбар або Pistolet Automatique de 7 millim.65 genre «Ruby». Зареєстрований в 1914 році фірмою «Gabilondo y Urresti» (офіційна назва «Gabilondo Ruby»), як пістолет калібру 7,65 мм. Пістолети цього типу виготовлялись більш ніж 50 іспанськими фірмами, які, в основному, походили з муніципалітету Ейбар. «Рубі» найбільш відомі тим, що їх використовували у французькій армії під час Першої світової війни.

## Історія створення
На початку 20 ст. на півночі Іспанії, в Країні Басків, почався ріст збройної промисловості. Хоч він ще не мав індустріального масштабу, проте в цих місцевостях традиційно існували сімейні кустарні майстерні, до яких тепер додавались дрібні фірми в містах Ейбар та Герніці. Більшість ейбарських зброярів виробляли дешеві револьвери, однозарядні пістолети та рушниці. З огляду на зростання попиту на самозарядні пістолети, ці фірми почали займатись виробництвом пістолетів, які базувались на конструкціях бельгійського «браунінга» моделей 1900 і 1903, тому їх так і називали — ейбарівські або іспанські браунінги.
В 1910 р. ейбарський зброяр Педро Кареага патентує пістолет "ESTOC", з якого починається історія пістолетів «ейбарського типу». В 1911 р. з'являється його удосконалена версія — «Вікторія», яку в 1912 р. запатентовує фірма «Esperanza y Unceta», в якій працював розробник. Починає налагоджуватись виробництво таких пістолетів, до того ж в чотирьох модифікаціях — версії з відкритим і прихованим курком, калібром 7,65 мм і 6,35 мм. Інші іспанські фірми почали копіювати «Вікторію».
В 1914 р. фірма Габілондо купує ліцензію на виробництво цього пістолета і того ж року вони реєструють патент на пістолет «Рубі», який виглядав копією «Вікторії». Різницею між ними було збільшення ємкості магазина, яка складала тепер дев'ять патронів, замість семи.

## Будова

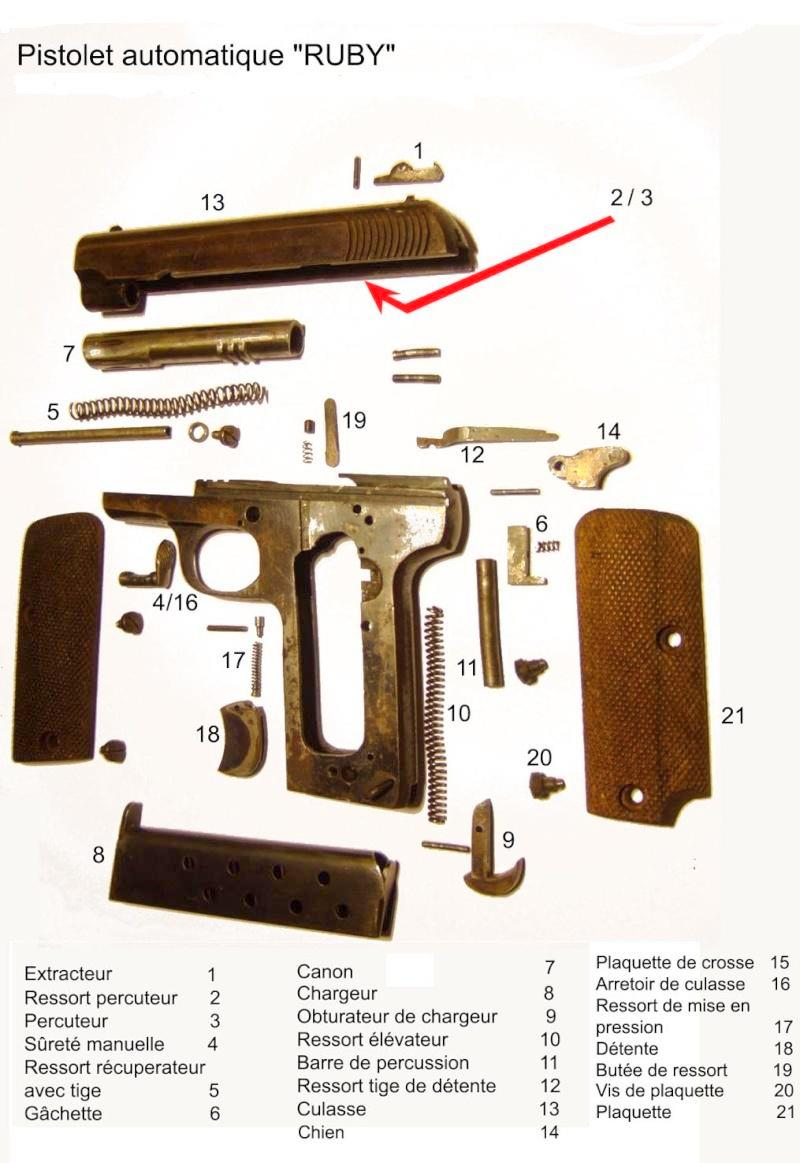

Зброя діяла за схемою вільного затвора із ударно-спусковим механізмом одинарної дії. Ствол кріпився до рамки нижніми виступами, що входили в поперечні пази рамки, і міг зніматися при розбиранні пістолета. Поворотна пружина містилася під стволом. Прапорець неавтоматичного запобіжника знаходився з лівого боку рамки та при включенні блокував спусковий гачок. Знизу рукоятки поміщалися клямка магазина та кільце для страхувального шнура. Маса пістолета становила 850 г, довжина — від 170 мм.
Запобіжник знаходився в іспанського пістолета на корпусі, а не на рукоятці, що навіть підтверджувалося відповідним патентом. Правда в ході виробництва, багато пістолетів випускалися зовсім без запобіжника. Для зміцнення деталей виготовляли їх із важкого сталевого сплаву, що робило пістолет масивнішим.

## Використання
Під час Першої світової війни різко зріс попит на вогнестрільну зброю. В умовах окопної війни ефективнішим було використання пістолетів та револьверів. Проте французька промисловість не могла різко збільшити виробництво самострільної зброї. Франція оголосила конкурс на постачання недорого та надійного пістолета для французької армії. Переміг на конкурсі пістолет «Рубі», представлений фірмою «Габілондо та Урресті». У травні 1915-го з ними було укладено контракт на постачання 10000 пістолетів в місяць. Вже в серпні замовлення збільшили до 30 тисяч, а потім і до 50 тисяч. Габілондо могла осилити лише початковий контракт, тому до виробництва підключилися фірми-партнери:
- Armeria Elgoibaressa y Cia
- Echealaza y Vincinai y Cia
- Hijos de Angel Echeverria y Cia
- Iraola Salaverria y Cia

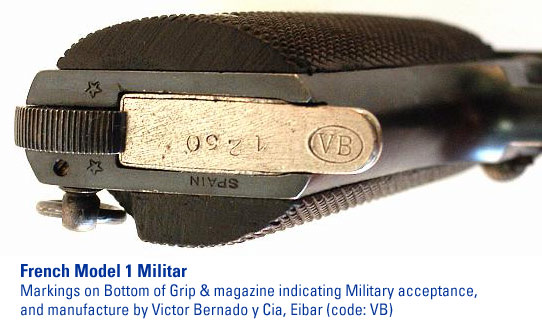

Передбачалось, що Габілондо буде випускати по 10 тис. пістолетів в місяць, а фірми-партнери — по 5 тис. Також за кожний недоданий пістолет фірми отримували штраф, а за кожний лишній — премію.
Пізніше Італія також уклала з фірмою контракт про постачання пістолетів. До Росії пістолети відправлялись через Францію. За роки війни Франція, Італія та Росія закупили загалом понад 900 тис. екземплярів автоматичних пістолетів типу «Рубі». Проте патрони іспанці покупцям не надавали, оскільки їхнє виробництво велося державними арсеналами, і, отже, постачання було неможливим в рамках нейтралітету. Втім калібр пістолетів відповідав французькому стандарту, що полегшило забезпечення боєкомплектом.
Зі збільшення замовлень довелось залучати більше підрядників з Ейбару та Герніки. Виробництво довелося розподіляти за дещо архаїчною схемою: стволи, рамки, деталі ударно-спускового механізму, магазини виготовляли як заводи основних виробників, так і окремі майстерні, які далі постачали ці деталі на заводи, де проводилося складання та відстріл пістолетів. Усього до випуску пістолетів типу «Рубі» було залучено понад 50 дрібних фірм та майстерень.
Така розпорошеність відбилась на якості вироблених партій зброї. Було складно дотримуватись стандартизації: пістолети могли відрізнятися калібром, довжиною ствола і місткістю магазина. Кустарний спосіб виробництва позначався і на зовнішній обробці — затвори мали зовнішні насічки напівкруглої форми через відсутність у виробників фрезерних верстатів для проточування прямих канавок. Як наслідок, пістолет після недовгої експлуатації міг мимоволі переходити в режим повністю автоматичного вогню. На інших пістолетах зношувався механізм запобіжника. Фірма «Габілондо і Урресті» більше не була в змозі контролювати не те що якість, а й взаємозамінність деталей між пістолетами різних виробників.
Контролем якості зайнялися вже самі французи. Кожному виробнику присвоювався буквений код і видавалось клеймо у вигляді двох букв коду в овалі. Виробники повинні були таврувати рамку пістолета і магазин — це давало надію на взаємозамінність запчастин хоча б між пістолетами одного виробника.

## Переваги та недоліки

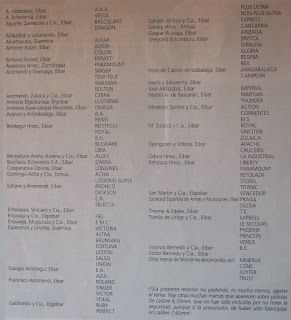

Пістолети типу Рубі мали інтуїтивно зрозумілі органи управління, легко розбиралися та швидко освоювалися навіть новачками. В умовах траншейної війни, що передбачала близькі зіткнення з противником, ним озброювали не лише офіцерів, а й солдатів з числа кулеметників, зв'язківців, санітарів, танкістів, мінометників. Ще однією перевагою була доступна ціна.
Основним недоліком цих пістолетів (крім проблем з контролем якості) було те, що куля патрона мала невелику зупиняючу дію.
Опора тільки на один тип запобіжника та відсутність видимого курка роблять ці пістолети дуже небезпечними для носіння у заряженому стані.
У подальшому пістолети Рубі стали сумно відомі через незамінність деталей, так як виробники не дотримувалися єдиного стандарту, і часто було важко визначити, хто був виробником конкретного пістолета.

## Кінець виробництва
До 1919 року виробництво «Рубі» фірмою «Gabilondo y Urresti» згорнули, перейшовши до більш досконалих моделей. При цьому інші фірми продовжували їх випускати аж до Великої депресії.